# Буксвіллер (кантон)
Буксві́ллер (фр. Bouxwiller) — кантон у Франції, в департаменті Нижній Рейн регіону Ельзас.

## Склад кантону
Кантон включає в себе 19 муніципалітетів:
| Муніципалітет         | Площа | Населення, осіб | Рік  |
| --------------------- | ----- | --------------- | ---- |
| Боссельсозен          | 3,27  | 179             | 2006 |
| Буксвіллер            | 25,59 | 3968            | 2007 |
| Бюсвіллер             | 2,3   | 170             | 1999 |
| Бішольц               | 2,39  | 240             | 1999 |
| Венбур                | 5,29  | 455             | 2007 |
| Доссенайм-сюр-Зенсель | 17,2  | 1069            | 1999 |
| Енгвіллер             | 18,05 | 3988            | 2006 |
| Кіррвіллер            | 8,18  | 514             | 2007 |
| Меншоффен             | 4,27  | 505             | 1999 |
| Мюлозен               | 4     | 410             | 2005 |
| Невіллер-ле-Саверн    | 31,89 | 1146            | 1999 |
| Нідермодерн           | 4,39  | 691             | 1999 |
| Нідерсульцбак         | 4,19  | 272             | 1999 |
| Обермодерн-Зюцендорф  | 14,46 | 1436            | 1999 |
| Оберсульцбак          | 5,16  | 398             | 1999 |
| Пфаффеноффен          | 3,54  | 3017            | 2007 |
| Шалькендорф           | 5,21  | 282             | 1999 |
| Шиллерсдорф           | 7,53  | 456             | 1999 |
| Юттвіллер             | 2,99  | 177             | 1999 |

## Консули кантону
| Період    | Консул           | Посада                          |
| --------- | ---------------- | ------------------------------- |
| 1976—2008 | Jean Westphal    | Мер муніципалітету Енгвіллер    |
| 2008—2014 | Pierre Marmillod | Мер муніципалітету Пфаффеноффен |

| Франція | Це незавершена стаття з географії Франції. Ви можете допомогти проєкту, виправивши або дописавши її. |